# 평탄 주접속
미분기하학에서 평탄 주접속(平坦主接續, 영어: flat principal connection)은 곡률이 0인 주접속이다.

## 정의
다음이 주어졌다고 하자.
- 매끄러운 다양체 {\displaystyle M}
- 리 군 {\displaystyle G}
- {\displaystyle G}-매끄러운 주다발 {\displaystyle P\twoheadrightarrow M}

그렇다면, {\displaystyle P}의 주접속
{\displaystyle A\in \Omega ^{1}(P;{\mathfrak {g}})}
에 대하여, 곡률
{\displaystyle F\in \Omega ^{2}(P;{\mathfrak {g}})}
을 정의할 수 있다. 만약 {\displaystyle F=0}이라면, {\displaystyle A}를 {\displaystyle P}의 평탄 주접속이라고 한다.

### 제르브의 경우
보다 일반적으로, 이러한 개념은 ∞-주다발/제르브에 대하여 일반화될 수 있다. 편의상, ∞-리 군 대신 그 국소 형태인 L∞-대수를 사용하자. (이는 기본군을 잊어 범피복군을 취하는 것에 해당한다.)
구체적으로, 매끄러운 다양체 {\displaystyle M}과 L∞-대수 {\displaystyle {\mathfrak {g}}}가 주어졌다고 하자. 그렇다면, 그 위의 {\displaystyle {\mathfrak {g}}} 값의 1차 미분 형식의 개념을 정의할 수 있으며, 이는 단순히 실수 미분 등급 대수의 준동형
{\displaystyle \operatorname {W} ({\mathfrak {g}})\to \Omega (M)}
이다 (정의역은 {\displaystyle {\mathfrak {g}}}의 베유 대수, 공역은 {\displaystyle M}의 미분 형식의 대수).
이 경우, 매끄러운 다양체 위의 {\displaystyle {\mathfrak {g}}}-접속은 다음과 같은 가환 그림으로 정의된다.
{\displaystyle {\begin{matrix}\operatorname {inv} ({\mathfrak {g}})&\to &\Omega (M)\\\downarrow &&\downarrow \\\operatorname {W} ({\mathfrak {g}})&\to &\operatorname {\Omega } (M\times \triangle ^{1})\\\downarrow &&\downarrow \\\operatorname {CE} ({\mathfrak {g}})&\to &\operatorname {\Omega _{\perp }} (M\times \triangle ^{1})\end{matrix}}}
여기서
- {\displaystyle \triangle ^{1}}은 1차원 단체에 해당한다. 즉, {\displaystyle \operatorname {\Omega } (M\times \triangle ^{1})}은 {\displaystyle \Omega (M)\otimes _{\mathbb {R} }\mathbb {R} [s,\mathrm {d} s]}이며, {\displaystyle \mathbb {R} [s,\mathrm {d} s]=\operatorname {\Omega } (\triangle ^{1})}은 하나의 0차 생성원 {\displaystyle s}로 생성되는 자유 가환 미분 등급 대수이다.
- {\displaystyle \operatorname {\Omega _{vert}} (M\times \triangle ^{1})}는 {\displaystyle \operatorname {\Omega } (M\times \triangle ^{1})} 속의, {\displaystyle \mathrm {d} t}로 생성되는 아이디얼이다.
- 사상 {\displaystyle \operatorname {\Omega _{\perp }} (M\times \triangle ^{1})\to \operatorname {\Omega } (M)}은 포함 사상이다.
- {\displaystyle \operatorname {inv} ({\mathfrak {g}})}와 {\displaystyle \operatorname {W} ({\mathfrak {g}})}와 {\displaystyle \operatorname {CE} ({\mathfrak {g}})}는 각각 L∞-대수 {\displaystyle {\mathfrak {g}}}의 불변 다항식(으로 생성되는, 모든 미분이 0인 자유 실수 가환 결합 대수) · 베유 대수 · 슈발레-에일렌베르크 대수이며, {\displaystyle \operatorname {W} ({\mathfrak {g}})\to \operatorname {CE} ({\mathfrak {g}})}은 베유 대수의 추가 생성원들을 0으로 보내는 몫 준동형이다.

이 가환 그림의, 맨 위의 수평 사상은 게이지 불변량을, 가운데의 수평 사상은 게이지 퍼텐셜을, 맨 아래의 수평 사상은 게이지 퍼텐셜의 게이지 변환을 각각 나타낸다.
이 가운데, 평탄 {\displaystyle {\mathfrak {g}}}-주접속은 모든 게이지 불변량이 0이 되는 경우이다. 즉, 이 경우 (완전열이 아닐 수 있는) 공사슬 복합체
{\displaystyle \operatorname {inv} ({\mathfrak {g}})\to \operatorname {W} ({\mathfrak {g}})\to \operatorname {\Omega } (M\times \triangle ^{1})}
가 존재한다.

## 성질

### 평탄 주접속 모듈러스 공간 위의 추가 구조
만약 밑공간 {\displaystyle M} 위에 복소구조나 심플렉틱 구조와 같은 추가 기하학적 구조가 존재한다면, 그 위의 평탄 주접속 모듈러스 공간은 이들 구조를 상속받을 수 있다.

#### 복소구조
만약 {\displaystyle M}에 복소구조
{\displaystyle J_{M}\colon \mathrm {T} M\to \mathrm {T} M}
가 존재한다고 하면, {\displaystyle {\mathcal {M}}(\Sigma )} 위에도 역시 다음과 같은 복소구조가 존재한다. 임의의 {\displaystyle \delta A\in T_{A}{\mathcal {M}}(\Sigma )}를 {\displaystyle \Omega ^{1}(\Sigma ,{\mathfrak {g}})}의 원소로 나타내면,
{\displaystyle J\colon \mathrm {T} _{A}{\mathcal {M}}(\Sigma )\to \mathrm {T} _{A}{\mathcal {M}}(\Sigma )}
{\displaystyle [J(\delta A)]^{j}=(J_{M})_{i}{}^{j}(\delta A)_{i}}
여기서, 우변의 {\displaystyle J_{i}{}^{j}}는 {\displaystyle M}의 복소구조다.

#### 심플렉틱 구조
{\displaystyle G}의 리 대수가 불변 양의 정부호 이차 형식 {\displaystyle K(-,-)}을 갖춘 가약 리 대수라고 하자. (반단순 리 대수의 경우 이는 킬링 형식 {\displaystyle K(AB)=\operatorname {tr} (AB)}의 스칼라배다.)
만약 {\displaystyle M}에 심플렉틱 구조
{\displaystyle \omega \in \Omega ^{2}(M)}
가 주어졌다고 하면, 평탄 주접속의 모듈라이 공간 {\displaystyle {\mathcal {M}}(M;G)} 역시 심플렉틱 구조를 가진다.{\displaystyle {\mathcal {M}}(\Sigma )}는 자연스러운 심플렉틱 구조를 가진다.:85–87 구체적으로, 임의의 {\displaystyle {\mathcal {M}}}의 접공간의 원소 {\displaystyle \delta _{1}A,\delta _{2}A\in T_{A}{\mathcal {M}}(\Sigma )}가 주어졌다고 하자. 이들을 {\displaystyle {\mathfrak {g}}}
{\displaystyle \omega (\delta A_{1},\delta A_{2})=\int _{\Sigma }\omega ^{ij}K_{ab}\delta _{1}A_{i}^{a}\wedge \delta _{2}A_{j}^{a}}
로 정의할 수 있다. 평탄성에 의하여 이는 게이지 불변임을 보일 수 있다.
만약 {\displaystyle M}이 켈러 다양체이라면, {\displaystyle {\mathcal {M}}(M,G)}는 심플렉틱 구조와 복소구조를 가지며, 이 둘은 호환되어 켈러 구조를 이룬다. 특히, {\displaystyle M}이 리만 곡면일 때 이 경우가 해당한다.

### 반단순 리 군의 경우
{\displaystyle G}가 콤팩트 반단순 리 군이라고 하자.
콤팩트 곡면 {\displaystyle \Sigma } 위의 평탄 {\displaystyle G}-주접속들의 게이지 변환에 대한 동치류들의 모듈러스 공간은 대수학적으로
{\displaystyle {\mathcal {M}}(\Sigma )\cong \hom(\pi _{1}(\Sigma ),G)/G}
이다. 여기서 {\displaystyle \pi _{1}(\Sigma )}는 {\displaystyle \Sigma }의 기본군이고, {\displaystyle \hom(\cdot ,\cdot )}은 군 준동형들의 공간이며, {\displaystyle /G}는 동치관계 {\displaystyle \phi \sim g\phi g^{-1}}에 대한 동치류를 취하는 것이다. 예를 들어, {\displaystyle G}가 아벨 군이면
{\displaystyle {\mathcal {M}}(\Sigma )\cong \hom(\pi _{1}(\Sigma ),G)\cong G^{2g}}
이다. 여기서 {\displaystyle g}는 {\displaystyle \Sigma }의 곡면 종수이다. 반면, {\displaystyle G}가 콤팩트 반단순 리 군인 경우, {\displaystyle {\mathcal {M}}}은 복잡한 위상을 가진다.
곡면 {\displaystyle \Sigma }의 기본군은 다음과 같이 표시된다.
{\displaystyle \pi _{1}(\Sigma )=\langle a_{1},b_{1},\dots ,a_{g},b_{g}|a_{1}b_{1}a_{1}^{-1}b_{1}^{-1}\cdots a_{g}b_{g}a_{g}^{-1}b_{g}^{-1}\rangle }
따라서, {\displaystyle \hom(\pi _{1}(\Sigma ),G)}의 한 원소는 {\displaystyle \pi _{1}(\Sigma )}의 생성원 {\displaystyle \{a_{i},b_{i}\}_{i=1,\dots ,g}}의 각 원소의 상을 지정하여 나타낼 수 있다. 이는 {\displaystyle 2g(\dim G)}개의 좌표가 필요하다. 물론, 여기에 {\displaystyle \phi (a_{1})\phi (b_{1})\phi (a_{1})^{-1}\phi (b_{1})^{-1}\cdots =1}은 {\displaystyle \dim G}개의 제약을 가하고, 또한 {\displaystyle G}의 켤레 작용 {\displaystyle \phi \sim g\phi g^{-1}} 또한 차원을 {\displaystyle \dim G}만큼 축소시키므로, 모듈라이 공간의 차원은
{\displaystyle \dim {\mathcal {M}}=-\chi (\Sigma )\cdot \dim G=(2g-2)\cdot \dim G}
이다.:368 여기서 {\displaystyle \chi (\Sigma )=2-2g}는 {\displaystyle \Sigma }의 오일러 지표다.

## 분류
평탄 주접속은 곡률이 0이므로, 국소적으로 자명하며, 그 홀로노미에 의하여 완전히 분류된다. 구체적으로, {\displaystyle M}이 연결 공간일 경우, 임의의 점 {\displaystyle x\in M}에 대하여, 특정한 게이지에서, 평탄 주접속의 홀로노미는 다음과 같은 군 준동형을 홀로노미(윌슨 고리)로서 유도한다.
{\displaystyle \operatorname {\pi } _{1}(M,x)\to G}
게이지 변환에 따라서, {\displaystyle M} 위의 평탄 주접속들의 모듈라이 공간은 몫공간
{\displaystyle {\mathcal {M}}={\frac {\hom(\pi _{1}(M,x),G)}{G}}}
이다. 여기서 {\displaystyle G}의 작용은 다음과 같은 공액류 작용이다.
{\displaystyle g\cdot \phi =([\gamma ]\mapsto [t\mapsto g\gamma (t)^{-1}])}
평탄 주접속들의 모듈라이 공간은 일반적으로 매끄러운 다양체가 아닐 수 있다.
특히, 만약 {\displaystyle G}가 아벨 군일 경우 이는 단순히 {\displaystyle {\mathcal {M}}=\hom(\pi _{1}(M,x))}이며, 만약 {\displaystyle M=\mathbb {T} ^{n}}이 원환면일 경우 이는 {\displaystyle {\mathcal {M}}=G^{n}}이다.

## 예

### 단일 연결 공간
연결 단일 연결 매끄러운 다양체 {\displaystyle M}을 생각하자. 그 위의 {\displaystyle G}-주다발은 (동형 아래) 유일하며, 그 속의 평탄 주접속의 모듈라이 공간은 한원소 공간이다.
특히, 구 {\displaystyle \Sigma =S^{2}}의 경우, 이는 (자명한 켈러 다양체 구조를 갖춘) 한원소 공간
{\displaystyle {\mathcal {M}}(S^{2};G)=\{\bullet \}}
이다.

### 원환면
원환면 {\displaystyle \Sigma =\mathbb {T} ^{2}=\mathbb {S} ^{1}\times \mathbb {S} ^{1}}의 경우, 반단순 리 군 {\displaystyle G}에 대하여
{\displaystyle {\mathcal {M}}(\mathbb {T} ^{2};G)=(C(G)\times C(G))/\operatorname {Weyl} (G)}
이다. 여기서 {\displaystyle C(G)\cong U(1)^{\operatorname {rank} (G)}}는 {\displaystyle G}의 카르탕 부분군(최대 아벨 부분군)이며, {\displaystyle \operatorname {Weyl} (G)}는 {\displaystyle C(G)}에 작용하는 바일 군이다.

#### 원환면 위의 U(N') 및 GL(N;ℂ) 주접속
{\displaystyle \mathbb {T} ^{n}} 위의 {\displaystyle \operatorname {U} (N)} 주다발의 평탄 주접속을 생각하자. 이 경우, {\displaystyle n}개의 가환 홀로노미들은 {\displaystyle n}개의 서로 가환하는 {\displaystyle N\times N} 유니터리 행렬
{\displaystyle M_{1},\dotsc ,M_{n}}
을 정의한다. 이들은 가환 행렬족이므로, 이들을 동시에 대각화하여
{\displaystyle M_{i}=\operatorname {diag} (\lambda _{i,1},\dotsc ,\lambda _{i,N})}
{\displaystyle \lambda _{i,j}\in \{z\in \mathbb {C} \colon |z|=1\}}
로 놓을 수 있다. 이제
{\displaystyle {\vec {\lambda }}_{j}=(\lambda _{1,j},\dotsc ,\lambda _{n,j})}
로 놓으면, 잉여 게이지 변환(바일 군 {\displaystyle \operatorname {Weyl} (\operatorname {U} (N))=\operatorname {Sym} (N)}의 작용)은 {\displaystyle {\vec {\lambda }}_{1},\dotsc ,{\vec {\lambda }}_{N}} 위에 순열로 작용한다. 즉, 평탄 주접속의 모듈라이 공간은 다음과 같은, 원환면 위의 짜임새 공간으로 주어진다.
{\displaystyle {\mathcal {M}}(\mathbb {T} ^{n};\operatorname {U} (N))=\operatorname {Conf} ^{N}(\mathbb {T} ^{n})}
{\displaystyle G=\operatorname {U} (N)} 대신 {\displaystyle G=\operatorname {GL} (N;\mathbb {C} )}의 경우도 마찬가지이지만, 이 경우 {\displaystyle \lambda _{i,j}\in \{z\in \mathbb {C} \colon |z|=1\}} 대신
{\displaystyle \lambda _{i,j}\in \mathbb {C} ^{\times }=\mathbb {C} \setminus \{0\}}
이다. 즉, 이 경우 평탄 주접속의 모듈라이 공간은 다음과 같은 짜임새 공간이다.
{\displaystyle {\mathcal {M}}(\mathbb {T} ^{n};\operatorname {U} (N))=\operatorname {Conf} ^{N}\left((\mathbb {C} ^{\times })^{\times n}\right)}

#### 원환면 위의 U(N') 및 SL(N;ℂ) 주접속
{\displaystyle \operatorname {U} (N)}의 경우와 마찬가지로, {\displaystyle G=\operatorname {SU} (N)}의 경우, 평탄 주접속의 모듈라이 공간은 ({\displaystyle \mathbb {T} ^{n}}의 아벨 군 구조에 대한) 합이 0인, {\displaystyle \mathbb {T} ^{n}} 위의 {\displaystyle N}개의 점들에 대한 짜임새 공간이다.
{\displaystyle {\mathcal {M}}(\mathbb {T} ^{n};\operatorname {SU} (N))={\frac {\{({\vec {\lambda }}_{1},\dotsc ,{\vec {\lambda }}_{N})\in (\mathbb {T} ^{n})^{\times N}\colon \sum _{i=1}^{N}{\vec {\lambda }}_{i}=0\}}{\operatorname {Sym} (N)}}}
특히, {\displaystyle M=\mathbb {T} ^{2}}일 때, {\displaystyle \mathbb {T} ^{2}} 위에 타원 곡선의 구조를 부여하면, 이 {\displaystyle N}개의 점들은 {\displaystyle \mathbb {T} ^{2}} 위의, 차수 {\displaystyle N}의 인자를 정의하며, 이들은 {\displaystyle M} 위의, 차수 {\displaystyle N}의 복소수 선다발 {\displaystyle L\twoheadrightarrow M}의 단면의 사영 동치류와 일대일 대응한다. 즉, 평탄 주접속의 모듈러스 공간은 복소수 사영 공간
{\displaystyle {\mathcal {M}}(\mathbb {T} ^{2};\operatorname {SU} (N))=\operatorname {\mathbb {P} } (\operatorname {H} ^{0}(L))}
이다. 리만-로흐 정리에 의하여, {\displaystyle L}의 차수가 {\displaystyle N}이므로, 그 차원은
{\displaystyle \dim _{\mathbb {C} }\operatorname {H} ^{0}(L)=N-g(\mathbb {T} ^{2})+1=N}
이다. 즉,
{\displaystyle {\mathcal {M}}(\mathbb {T} ^{2};\operatorname {SU} (N))=\operatorname {Proj} (\operatorname {H} ^{0}(L))=\operatorname {\mathbb {C} P} ^{N-1}}
이다.
{\displaystyle \operatorname {SL} (N;\mathbb {C} )}의 경우도 마찬가지지만, 덧셈 아벨 군 {\displaystyle \operatorname {U} (1)} 대신 곱셈 아벨 군 {\displaystyle \mathbb {C} ^{\times }}가 들어가게 된다.
{\displaystyle {\mathcal {M}}(\mathbb {T} ^{n};\operatorname {SL} (N;\mathbb {C} ))={\frac {\{({\vec {\lambda }}_{1},\dotsc ,{\vec {\lambda }}_{N})\in ((\mathbb {C} ^{\times })^{n})^{\times N}\colon \prod _{j=1}^{N}\lambda _{i,j}=0\qquad \forall i\in \{1,\dotsc ,n\}\}}{\operatorname {Sym} (N)}}}

## 응용
물리학에서, 리만 곡면 위의 평탄 주접속의 모듈라이 공간은 천-사이먼스 이론의 위상 공간으로서 등장한다.

## 참고 문헌
1. ↑  Michiels, Daan (2013). 《Moduli spaces of flat connections》 (PDF) (영어). 석사 학위 논문. Katholieke Universiteit Leuven. 2017년 10월 6일에 원본 문서 (PDF)에서 보존된 문서. 2017년 10월 5일에 확인함.
2. ↑  Atiyah, Michael F.; Bott, Raoul (1983년 3월 17일). “The Yang–Mills equations over Riemann surfaces”. 《Philosophical Transactions of the Royal Society A》 (영어) 308 (1505): 523–615. doi:10.1098/rsta.1983.0017. Zbl 0509.14014.
3. ↑  Cannas da Silva, Ana (2006). 〈Symplectic geometry〉.   Dillen, Franki J.E.; Verstraelen, Leopold C.A. 《Handbook of Differential Geometry. Volume 2》 (영어). Elsevier. 79–188쪽. arXiv:math/0505366. Bibcode:2005math......5366C. doi:10.1016/S1874-5741(06)80006-3.
4. ↑  Witten, Edward (1989). “Quantum field theory and the Jones polynomial”. 《Communications in Mathematical Physics》 (영어) 121 (3): 351–399. Bibcode:1989CMaPh.121..351W. doi:10.1007/BF01217730. ISSN 0010-3616. MR 0990772. Zbl 0667.57005.